# 纳塔利娅·波戈尼娜
纳塔利娅·安德烈耶芙娜·波戈尼娜（俄语：Наталья Андреевна Погонина，1985年3月9日—），俄罗斯女子国际象棋棋手、女子特级大师，前国际象棋女子世界亚军。
波戈尼娜于2004年获得女子特级大师称号。她是2012年俄罗斯国际象棋全国女子冠军。2015年，她在女子世界国际象棋锦标赛决赛中负于乌克兰棋手玛丽亚·穆兹丘克，屈居亚军。
波戈尼娜作为俄罗斯女队的成员，曾经获得过2012年、2014年国际象棋奥林匹克女子团体金牌，以及2011年欧洲国际象棋团体锦标赛女子团体金牌。